# Грузинські написи Назарету
Грузинські написи Назарету та гори Синай (груз. ნაზარეთის და სინაის ქართული გრაფიტი) — старогрузинські паломницькі написи, зроблені на стародавній грузинській писемності асомтаврулі, знайдено в Назареті і на горі Синай. Розкопки проводились під керівництвом італійського археолога і францисканського священика Белларміно Багатті з 1955 по 1960 рік. Грузинське паломництво до Святої Землі починалося з V століття та досягало найвіддаленіших святинь. 

## Зміст

### Написи Назарету
Грузинські написи з Назарету погано збереглися та мають фрагментарний характер. З чотирьох написів лише один можна розшифрувати як повне речення, що складається з чотирьох скорочених слів:
- Переклад: "Апостол Павло"

- Переклад: "А"

- Переклад: "К"

- Переклад: "Ісусе Христе, помилуй Георгія".

## Датування
Грузинські написи були знайдені вирізаними разом із грецькими, сирійськими, латинськими та вірменськими буквами на штукатурці в руїнах старовинної святині, виявлених під мозаїчними покриттями зруйнованої візантійської церкви та датованих Джоан Е. Тейлор періодом між 340 та 427 роками. Грузинські знахідки вивчав та публікував грузинський історик та мовознавець Заза Алексідзе. Всі ці артефакти зберігаються у Францисканському музеї біля грецької православної Церкви Благовіщення.
Разом з грузинськими написами Бір Ель-Кут, знайденими в юдейській пустелі, написи є найдавнішими грузинськими написами, що дійшли до наших днів. Вони ілюструють раннє паломництво грузинських християн до Святої Землі, незадовго після християнізації Іберії.